# Saison 2007-2008 du Paris Volley
La saison 2007-2008 du Paris Volley est la 10e des parisiens dont la 10e consécutive en Pro-A (plus haut niveau national).

## Palmarès et parcours

### Palmarès
- Championnat de France
  - Champion : 2008

### Parcours
- Ligue des champions
  - Fin de parcours : Play-offs à 12.
- Championnat de France
  - Fin de parcours : Champion 2008.
- Coupe de France
  - Fin de parcours : Quart de finale.

## Effectifs de la saison
Entraîneur : Mauricio Paes  Brésil ; entraîneur-adjoint : Dorian Rougeyron  France